# Werner Schmidt (Kunsthistoriker)

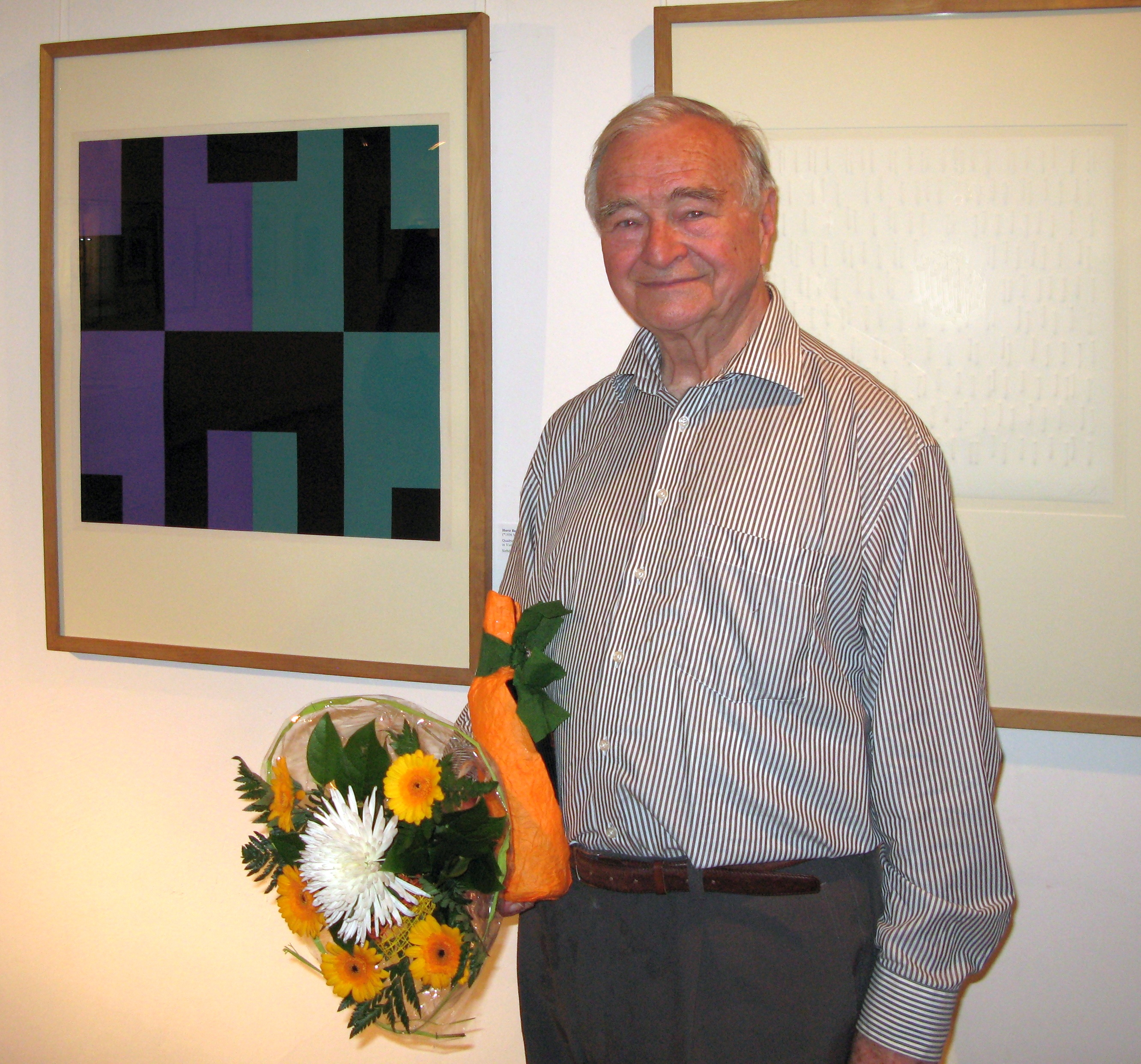
Werner Schmidt in der Ausstellung Von Dürer bis Picasso in Pirna neben einem Siebdruck von Horst Bartnig am 25. Mai 2009

Werner Schmidt (* 26. Mai 1930 in Pirna; † 15. Juli 2010 in Dresden) war ein deutscher Kunsthistoriker und Museumsleiter.

## Leben

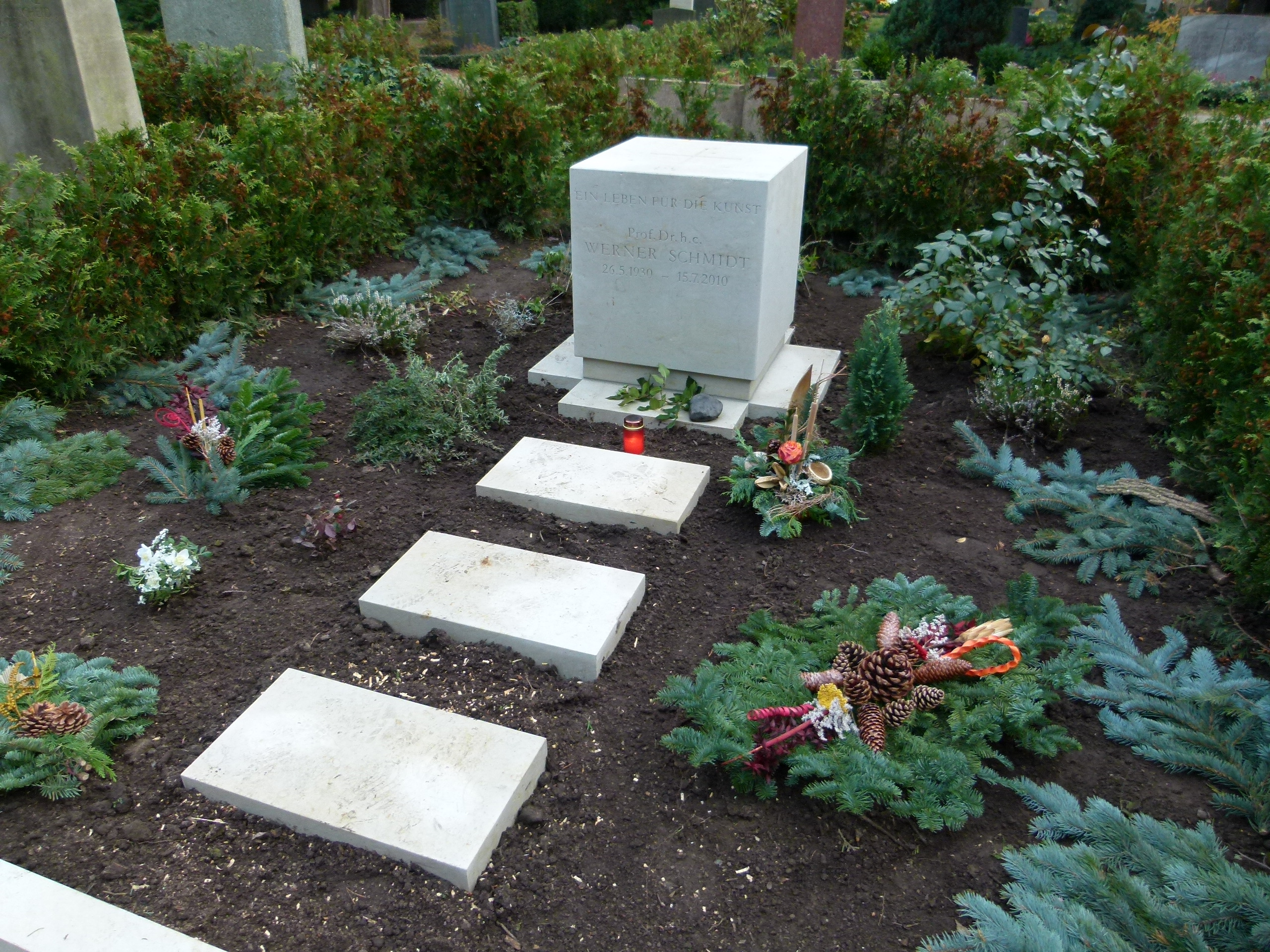
Grab auf dem Loschwitzer Friedhof

Nach seinem Abitur 1948 studierte er zunächst in Leipzig, später dann an der Humboldt-Universität Berlin Kunstgeschichte, Klassische Archäologie und Germanistik. Von 1959 bis 1989 war er Direktor des Dresdner Kupferstichkabinetts und von 1990 bis 1997 Generaldirektor der Staatlichen Kunstsammlungen Dresden.
Schmidt erhielt 1985 die Ehrendoktorwürde der Pädagogischen Hochschule Dresden. Nach dem Ende seiner beruflichen Tätigkeit wurden ihm weitere Ehrungen zuteil, darunter die Verleihung des Bundesverdienstkreuzes (1997) und des Kommandeurskreuzes des Verdienstordens der Republik Polen (1998). Von 1996 bis 2002 war Schmidt Präsident der Sächsischen Akademie der Künste. In der Bayerischen Akademie der Schönen Künste war er korrespondierendes Mitglied der Abteilung Bildende Kunst und Architektur.
Im Jahr 2008 schenkte er seine umfangreiche private Grafiksammlung dem Pirnaer Stadtmuseum. Am 15. Mai 2010 erhielt er für sein Engagement zur Förderung von Kunst und Kultur die Ehrenbürgerwürde seiner Heimatstadt Pirna verliehen.
Werner Schmidt lebte bis zu seinem Tod in Dresden. Sein Grab befindet sich auf dem Loschwitzer Friedhof.

## Wirken
Die Reihe Auktionen im Dresdner Kupferstichkabinett wurde von Werner Schmidt initiiert und von 1964 bis 1979 vorbereitet und geleitet. Diese Auktionen widmeten sich der bildenden Kunst der Gegenwart, insbesondere der DDR, aber auch aus dem Ausland, mit Zeichnungen, farbigen Originalen, Druckgrafik aller Techniken, Gemälden und Skulpturen. Im Unterschied zu anderen Auktionatoren in der DDR wählte Schmidt auch Arbeiten von solchen Künstlern aus, die sich dem Dogma der ideologisch begründeten Stilrichtung des sozialistischen Realismus nicht unterworfen hatten, zum Beispiel Arbeiten von A. R. Penck.
Ab der 16. Dresdener Kunstauktion 1980 gingen Vorbereitung und Durchführung dieser Auktionen an Petra Theumer von der Neuen Dresdener Galerie über, die vom Staatlichen Kunsthandel der DDR betrieben wurde. Werner Schmidt stand aber weiterhin für Beratung und auch als Auktionator zur Verfügung. 1980 zum Beispiel wurden 211 Kunstwerke zur Versteigerung angeboten und auch alle versteigert. Den höchsten Zuschlagspreis erzielten drei Pinsel-in-Tusche-Arbeiten von Josef Hegenbarth mit je 1500 Mark. Als Berater und Auktionator war Schmidt noch einige Jahre in dieser Auktionsreihe aktiv. So waren zur 20. Dresdener Kunstauktion 1984 nahezu 260 Werke der Malerei, Grafik und Plastik, Zeichnungen, Fotografien und Plakate im Angebot.

## Veröffentlichungen (Auswahl)
- Adolph Menzel, Zeichnungen. Verzeichnis und Erläuterungen zur Ausstellung. Nationalgalerie, Berlin 1955.
- mit Ulli Arnold (Hrsg.): Barock in Dresden. Kunst und Kunstsammlungen unter der Regierung des Kurfürsten Friedrich August I. von Sachsen und des Königs August II. von Polen genannt August der Starke 1694–1733 und des Kurfürsten Friedrich August II. von Sachsen und Königs August III. von Polen 1733–1763. Edition Leipzig, Leipzig 1986, ISBN 3-361-00002-5, (Katalog der Staatlichen Kunstsammlungen Dresden).
- (Hrsg.): Ausgebürgert. Künstler aus der DDR und aus dem Sowjetischen Sektor Berlins, 1949–1989. Ausstellung Albertinum Dresden, vom 7. Oktober bis 12. Dezember 1990; Kleine Deichtorhalle Hamburg, vom 10. Januar bis 1. März 1991. Argon, Berlin 1990, ISBN 3-87024-160-8.
- (Hrsg.): Die Kollwitz-Sammlung des Dresdner Kupferstichkabinetts. Graphik und Zeichnungen 1890–1912. DuMont, Köln 1988, ISBN 3-7701-2297-6.
- (Hrsg.): Bernardo Bellotto, genannt Canaletto, in Pirna und auf der Festung Königstein. 2. durgesehene Auflage. Canaletto Forum Pirna e. V., Pirna 2000, ISBN 3-00-007126-1.